# Physotheca autoica
Physotheca autoica là một loài Rêu trong họ Geocalycaceae. Loài này được J.J. Engel & Gradst. mô tả khoa học đầu tiên năm 2003.